# Sommet des Diablerets
Sommet des Diablerets (3216 m n.p.m.) – szczyt w Alpach Berneńskich, części Alp Zachodnich. Leży w Szwajcarii. Należy do masywu Les Diablerets w paśmie Alp Vaud (Alpes Vaudoises).
Przez szczyt przebiega granica między kantonami Vaud i Valais.
Można go zdobyć ze schroniska Cabane Barraud (1956 m), Refuge Giacomini (1897 m) lub Refuge de Pierredar (2286 m). 